# Mioglia
Mioglia är en ort och kommun i provinsen Savona i regionen Ligurien i Italien. Kommunen hade 507 invånare (2018).